# Alone (canción de Pearl Jam)
«Alone» es una canción del grupo Pearl Jam que apareció como lado B del sencillo «Go». «Alone» formó parte de las maquetas del The Gossman Project bajo el nombre de Richard's 'E y fue grabada durante las sesiones del álbum Ten, sin embargo no fue utilizada por el grupo. El baterista Dave Abbruzzese apareció en los créditos de la canción a pesar de no formar parte del grupo cuando fue escrita, ya que ésta fue publicada en 1993, durante la época en la que todos los miembros del grupo compartían créditos en las canciones.
Una versión un poco más corta de la canción puede encontrarse en la recopilación de rarezas y lados B Lost Dogs.